# Neusticomys oyapocki
Neusticomys oyapocki är en däggdjursart som först beskrevs av Dubost och Francis Petter 1978.  Neusticomys oyapocki ingår i släktet Neusticomys och familjen hamsterartade gnagare. IUCN kategoriserar arten globalt som otillräckligt studerad. Inga underarter finns listade i Catalogue of Life.
Denna gnagare förekommer i Franska Guyana och i angränsande områden av Brasilien. Arten vistas ofta nära vattenansamlingar. Den lever bland annat i galleriskogar eller i öppna landskap med några träd och buskar.